# Galaxia espiral M77
Messier 77 (también conocido como NGC 1068) es una galaxia espiral barrada a unos 47 millones de años luz en la constelación Cetus. Fue descubierta por Pierre Méchain en 1780.
M77 es una de las galaxias más grandes del catálogo Messier. Su área central brillante abarca unos 120.000 años luz, pero sus extensiones más tenues alcanzan hasta cerca de los 170.000 años luz. Aparece como una magnífica espiral con amplios brazos estructurados, que en la región interna muestran una población estelar joven, pero al alejarse del centro predomina el color amarillento característico de una población estelar vieja.
Esta galaxia tiene al menos dos barras: una interna visible en el infrarrojo y de longitud 3 kiloparsecs, y otra -la principal- de longitud 17 kiloparsecs, y a la que de modo similar a lo que ocurre con la galaxia NGC 5248 están asociadas las estructuras (brazos espirales, bandas de polvo, etc) visibles en la mayoría de las fotografías y las grandes regiones de formación estelar de las que se habla abajo. Es posible incluso que exista una barra interior a la más interna, pero parece bastante dudoso. A su vez, rodeando todo lo anterior se halla un disco exterior mucho más débil que see extiende hasta los 170000 años luz mencionados y que contiene también regiones de formación estelar, siendo visible en imágenes de larga exposición.
M77 está clasificada como una galaxia Seyfert de tipo II -aunque en realidad  es una galaxia de tipo Seyfert I que aparece cómo Seyfert II al verse de canto el disco central-, siendo la representante más cercana y brillante de esta clase de galaxias activas. El núcleo galáctico es una fuente intensa de radio conocida como Cetus A. Investigaciones llevadas a cabo en el infrarrojo por astrónomos del Caltech han revelado una fuente intensa de apariencia puntual, con menos de 12 años luz de diámetro rodeada por una estructura alargada de 100 años luz de extensión (una concentración de estrellas o de materia interestelar). Estas estructuras no son observables en las imágenes obtenidas con el Telescopio Espacial Hubble en luz visible. El objeto central responsable de la actividad Seyfert tiene una masa de alrededor de 10 millones de masas solares. Asimismo se ha hallado un disco gigante de unos 5 años luz de diámetro que orbita este objeto y que contiene moléculas de agua
M 77 también contiene en su centro un masivo y compacto cúmulo estelar, de edad calculada entre 500 millones de años y 1600 millones de años y tamaño 50 parsecs, que suministra un 7% de la luminosidad total del núcleo galáctico
Finalmente, también alberga masivas regiones de formación estelar alrededor del núcleo, por lo que es también considerada una galaxia con brote estelar; de hecho, se considera que esta galaxia tiene las zonas de formación estelar más brillantes en un radio de 100 millones de años luz alrededor de nuestra galaxia y que tales zonas están entre las más brillantes conocidas. 
M77 es el miembro dominante de un pequeño grupo de galaxias (Grupo de M77), que incluye NGC 1055, NGC 1073, UGC 2161, UGC 2275, UGC 2302, UGCA 44 y Markarian 600.
Esta galaxia es fácil de ver incluso con telescopios pequeños, apareciendo cómo una mancha borrosa y redondeada cerca de una estrella de magnitud 10.